# Tour der französischen Rugby-Union-Nationalmannschaft nach Südafrika und Neuseeland 2001
| Tour der Franzosen nach Südafrika und Neuseeland 2001 | Tour der Franzosen nach Südafrika und Neuseeland 2001 | Tour der Franzosen nach Südafrika und Neuseeland 2001 | Tour der Franzosen nach Südafrika und Neuseeland 2001 | Tour der Franzosen nach Südafrika und Neuseeland 2001 |
| Übersicht                                             | S                                                     | G                                                     | U                                                     | N                                                     |
| ----------------------------------------------------- | ----------------------------------------------------- | ----------------------------------------------------- | ----------------------------------------------------- | ----------------------------------------------------- |
| Test Matches                                          | 3                                                     | 1                                                     | 0                                                     | 2                                                     |
|                                                       |                                                       |                                                       |                                                       |                                                       |
| Südafrika                                             | 2                                                     | 1                                                     | 0                                                     | 1                                                     |
| Neuseeland                                            | 1                                                     | 0                                                     | 0                                                     | 1                                                     |

Die Tour der französischen Rugby-Union-Nationalmannschaft nach Südafrika und Neuseeland 2001 umfasste eine Reihe von Freundschaftsspielen der französischen Rugby-Union-Nationalmannschaft. Sie reiste im Juni 2001 durch Südafrika und Neuseeland, wobei sie während dieser Zeit drei Spiele bestritt. Dabei handelte es sich um zwei Test Matches gegen die südafrikanische und ein weiteres gegen die neuseeländische Nationalmannschaft. Ein Spiel gegen die Springboks konnte gewonnen werden, die beiden anderen endeten mit Niederlagen. Begegnungen mit regionalen Auswahlteams standen nicht auf dem Programm.

## Spielplan
- Hintergrundfarbe grün = Sieg
- Hintergrundfarbe rot = Niederlage

(Test Matches sind grau unterlegt; Ergebnisse aus der Sicht Frankreichs)
| # | Datum         | Gegner     | Ort          | Stadion            | Ergebnis |
| - | ------------- | ---------- | ------------ | ------------------ | -------- |
| 1 | 16. Juni 2001 | Südafrika  | Johannesburg | Ellis Park Stadium | 33:23    |
| 2 | 23. Juni 2001 | Südafrika  | Durban       | Kings Park Stadium | 15:20    |
| 4 | 30. Juni 2001 | Neuseeland | Wellington   | Westpac Stadium    | 12:37    |

## Test Matches
| 16. Juni 2001 17:00 SAST | Südafrika                                    | 23 : 32         | Frankreich                                                                     | Ellis Park Stadium Zuschauer: 52.330 Schiedsrichter: Pablo de Luca (Argentinien) |
| 16. Juni 2001 17:00 SAST | Versuche: Paulse Straftritte: Montgomery (6) | (11:16) Bericht | Versuche: Dominici Merceron Erhöhungen: Merceron (2) Straftritte: Merceron (6) | Ellis Park Stadium Zuschauer: 52.330 Schiedsrichter: Pablo de Luca (Argentinien) |

Aufstellungen:
- Südafrika: Mark Andrews, De Wet Barry, Rassie Erasmus, Etienne Fynn, Dean Hall, Butch James, Robbie Kempson, Corné Krige, Percy Montgomery, Japie Mulder, Breyton Paulse, John Smit, Joost van der Westhuizen, André Venter, André Vos 
 Auswechselspieler: Robbie Fleck, Ollie le Roux, Willie Meyer, Bobby Skinstad, Albert van den Berg
- Frankreich: David Auradou, David Bory, Olivier Brouzet, Sébastien Chabal, Jean-Jacques Crenca, Pieter de Villiers, Christophe Dominici, Fabien Galthié , Stéphane Glas, Raphaël Ibañez, Yannick Jauzion, Nicolas Jeanjean, Olivier Magne, Gérald Merceron, Patrick Tabacco 
 Auswechselspieler: Christian Califano, Lionel Nallet, Elvis Vermeulen

| 23. Juni 2001 17:00 SAST | Südafrika                              | 20 : 15         | Frankreich                                    | Kings Park Stadium, Durban Zuschauer: 44.794 Schiedsrichter: Chris White (England) |
| 23. Juni 2001 17:00 SAST | Versuche: Krige Straftritte: James (5) | (14:15) Bericht | Straftritte: Merceron (4) Dropgoals: Merceron | Kings Park Stadium, Durban Zuschauer: 44.794 Schiedsrichter: Chris White (England) |

Aufstellungen:
- Südafrika: Mark Andrews, De Wet Barry, Thinus Delport, Rassie Erasmus, Dean Hall, Butch James, Robbie Fleck, Corné Krige, Ollie le Roux, Willie Meyer, Breyton Paulse, John Smit, Albert van den Berg, Joost van der Westhuizen, André Vos 
 Auswechselspieler: Johan Ackermann, Robbie Kempson, Percy Montgomery, Bobby Skinstad
- Frankreich: David Auradou, David Bory, Olivier Brouzet, Sébastien Chabal, Jean-Jacques Crenca, Pieter de Villiers, Christophe Dominici, Fabien Galthié , Stéphane Glas, Raphaël Ibañez, Yannick Jauzion, Nicolas Jeanjean, Olivier Magne, Gérald Merceron, Patrick Tabacco 
 Auswechselspieler: Olivier Azam, Christian Califano, Lionel Nallet, Elvis Vermeulen

| 30. Juni 2001 | Neuseeland                                                                        | 37 : 12        | Frankreich              | Westpac Stadium, Wellington Zuschauer: 36.000 Schiedsrichter: Alan Lewis (Irland) |
| 30. Juni 2001 | Versuche: Howlett Lomu Thorne Wilson Erhöhungen: Brown (4) Straftritte: Brown (3) | (17:6) Bericht | Straftritte: Skrela (4) | Westpac Stadium, Wellington Zuschauer: 36.000 Schiedsrichter: Alan Lewis (Irland) |

Aufstellungen:
- Neuseeland: Pita Alatini, Tony Brown, Ron Cribb, Troy Flavell, Carl Hoeft, Jonah Lomu, Leon MacDonald, Justin Marshall, Norman Maxwell, Anton Oliver , Taine Randell, Greg Somerville, Reuben Thorne, Tana Umaga, Jeff Wilson 
 Auswechselspieler: Carl Hayman, Marty Holah, Doug Howlett, Byron Kelleher
- Frankreich: Olivier Azam, Jean Bouilhou, Olivier Brouzet, Christian Califano, Christophe Dominici, Pepito Elhorga, Fabien Galthié , Stéphane Glas, Yannick Jauzion, Nicolas Jeanjean, Olivier Magne, Olivier Milloud, Lionel Nallet, David Skrela, Patrick Tabacco 
 Auswechselspieler: David Auradou, Sébastien Bonetti, Sébastien Chabal, Jean-Jacques Crenca, Pieter de Villiers, Raphaël Ibañez, Gérald Merceron